# Worden (Illinois)
Worden é uma vila localizada no estado americano de Illinois, no Condado de Madison.

## Demografia
Segundo o censo americano de 2000, a sua população era de 905 habitantes.
Em 2006, foi estimada uma população de 1008, um aumento de 103 (11.4%).

## Geografia
De acordo com o United States Census Bureau tem uma área de
1,7 km², dos quais 1,7 km² cobertos por terra e 0,0 km² cobertos por água. Worden localiza-se a aproximadamente 180 m acima do nível do mar.

## Localidades na vizinhança
O diagrama seguinte representa as localidades num raio de 12 km ao redor de Worden.